# 노기자카 어디에
노기자카 어디에(乃木坂どこへ)은 일본의 닛폰 TV에서 2019년 10월 22일부터 2020년 3월 17일까지 방송된 버라이어티 프로그램이다.

## 개요
- 노기자카46 4기생의 첫 레귤러 방송. 예능의 "이로하", "약속", "고정관념"이 없는 그녀들의 도전은, 거의 구속이 없는 빈둥빈둥 여행 로케.

## 출연자
- MC
  - 사라바 세이슌노히카리 (모리타 테츠야, 히가시 후쿠로)
- 노기자카46
  - 4기생 : 에토 사쿠라, 카키 하루카, 카케하시 사야카, 카나가와 사야, 키타가와 유리, 시바타 유나, 세이미야 레이, 타무라 마유, 츠츠이 아야메, 하야카와 세이라, 야쿠보 미오
- 게스트
  - 타카하시 다이스케 (프리 아나운서)